# Dora von Caemmerer
Dora von Caemmerer (* 25. Mai 1910 in Lankwitz; † 6. August 1988 Berlin) war eine deutsche Juristin, Sozialarbeiterin. Sie gehörte neben Magda Kelber, Hertha Kraus, Marie Kamphuis und Herbert Lattke, um nur einige zu nennen, zu den Pionieren der sozialen Einzelfallhilfe (Casework). Auch die Etablierung der Supervision hatte sie maßgebend befördert. Ihr Bruder ist der Rechtswissenschaftler Ernst von Caemmerer und Hanna Neumann ihre Schwester. Susanne von Caemmerer ist ihre Nichte.

## Leben und Wirken
Dora von Caemmerers Vorfahren stammten aus einer hugenottisch-preußischen Offiziersfamilie. 1896 wurde das Geschlecht in den erblichen Preußischen Adelstand erhoben. Dorothea, von frühester Kindheit Dora genannt, war das zweite von drei Kindern des Kgl. preußischen Hausarchivars Hermann Konrad von Caemmerer und dessen Ehefrau Katharina Elisabeth Margaretha Anna von Caemmerer, geb. Jordan. Der Vater starb 1914 an der Front in Aizy-Jouy Frankreich. Dora von Caemmerer besuchte in Berlin die Auguste-Viktoria-Schule (mit realgymnasialen Zweig) und studierte anschließend von 1929 bis 1934 Rechtswissenschaften an den Universitäten Berlin und Heidelberg. Gleichzeitig absolvierte sie noch von Ostern 1929 bis Ostern 1932 die Wohlfahrtspflegerinnenausbildung an der Wohlfahrtsschule des Vereins Jugendheim. Während der NS-Zeit konnte sie nicht wie gewünscht als Jugendrichterin arbeiten, da ab 1934 Frauen dafür nicht mehr zugelassen wurden. Im Jahre 1935 übernahm sie die Leitung der Reichsstellenvermittlung der Fachgruppe für Volkspflegerinnen im Amt der Deutschen Arbeitsfront (DAF). Folgend arbeitete Dora von Caemmerer als Leiterin der Fürsorge- und Beratungsstelle im „Verein Mütterhilfe Berlin“ und von 1942 bis 1943 in der Werkfürsorge der Kriegsmarinewerft in Kiel. Von 1943 bis 1948 zeichnete sie als hauptamtliche Lehrkraft der Wohlfahrtsschule Schleswig-Holstein in Kiel, ab 1946 in Lübeck, für die Fächer Rechtskunde, Wohlfahrtskunde (bzw. Volkspflege), Jugendrecht und Jugendhilfe verantwortlich. Über die NS-Zeit schreibt Heinrich Schiller, ein ehemaliger Kollege:

„In den dreißiger und vierziger Jahren in Deutschland zu arbeiten, ohne sich an die Nazis zu verkaufen, war keine Selbstverständlichkeit. Aber Frau von Caemmerer war den menschlichen Problemen dieser Zeit aufgeschlossen und war eine, den politisch-gesellschaftlichen Verhältnissen kritisch gegenüberstehende Persönlichkeit. So war es für sie nur konsequent, ihrer Schwester, die einen jüdischen Verlobten hatte, in der Nazizeit zur Seite zu stehen und später mit zur rechtzeitigen Auswanderung zu verhelfen.“

Dora von Caemmerer war seit 1936 Mitglied in der DAF und im NSLB.
1948/49 besuchte sie in England einen eineinhalbjährigen sozialwissenschaftlichen Studiengang, „der einen sozialmedizinischen Lehrgang am Institut für Krankenhauswesen und ein Studium englischer Bewährungshilfe für Erwachsene und Jugendliche einschloß“. Folgend war sie im Jugendamt von Lübeck tätig. Ende 1950 promovierte sie bei Rudolf Sieverts an der Universität von Hamburg zur Dr. jur. Das Thema ihrer Dissertation, die 1952 veröffentlicht wurde, lautete: „Geschichte und Aufbau des Englischen Probation Dienstes“. Fortan warb sie u. a. auf Tagungen für das englische „Probation-System“, d. h. die gerichtlichen Anordnung von Bewährungsaufsichten, anstelle von Freiheitsstrafen (Probation).
Dora von Caemmerer unternahm Studienreisen nach Frankreich und in die USA, um dort die Ausbildungsangebote zur Sozialen Arbeit kennenzulernen. An der privaten Berliner Deutschen Hochschule für Politik errichtete sie Anfang der 1950er Jahre auf Anregung der Senatorin Ella Kay zwei einjährige Aufbaulehrgänge für Fürsorger ein, unterstützt von Heinrich Schiller, dem sie im Frühjahr 1951 in Minnesota im Hause von Gisela Konopka begegnete, dem Emigranten Walter Friedländer sowie den amerikanischen Gastdozentinnen Helen Day, Melly Simon und Cécile Thomas. Dora von Caemmerer unterrichtete „Sozialausbildung anderer Länder“, „Neuzeitliche Methoden der Jugendhilfe“ und „Case Work Praxis“. Außerdem leitete sie die Praxisberatungungen von Einzelfällen aus dem fürsorgerischen Alltag der Kursteilnehmer. Im August 1951 leitete sie während einer Tagung der Deutschen Vereinigung für Jugendpsychiatrie in Hiddesen, neben Werner Villinger, Curt W. Bondy, Lotte Lemke, um nur einige zu nennen, eine Arbeitsgruppe.
Im Jahre 1953 übersiedelte Dora von Caemmerer nach Nürnberg und übernahm den Aufbau und die Leitung der dortigen Städt. Sozialschule, die damals den Status einer Fachschule hatte. Dora von Caemmerer unterrichtete die Fächer Jugendhilfe, Jugend- und Familienrecht, Einzelfallhilfe und zeichnete für Supervisionen (Praxisanleitungen) derjenigen Studierenden verantwortlich, die ihr Praktikum im Bereich der Einzelfallhilfe ableisteten. Zusätzlich hatte sie noch einen Lehrauftrag für „Sozialpraxis“ an der Nürnberger Hochschule für Wirtschafts- und Sozialwissenschaften inne. In beiden Ausbildungsstätten setzte sich für die Einführung des Faches „Methoden- und Praxislehre“ ein und plädierte für eine Konzentration des Ausbildungskonzepts:

„In einem Ausbildungsplan, in dem Wissensgebiete unkoordienert nebeneianderstehen, würde eine Methodik der Arbeit mit Menschen sich ebenso deplaciert ausnehmen wie ein Flicken aus neuem Stoff auf einer alten Hose. Die Einführung eines eigenen Faches Methodenlehre zwingt einen geradezu, die Lehrpläne der übrigen Fächer unter diesem Gesichtspunkt neu durchzudenken und mit den Dozenten aufeinander abzustimmen.“

Ein ehemaliger Studierender erinnert sich:

„Frau Caemmerer, wie alt wird sie gewesen sein? Also, sie war schon 50 oder um die 50 […] Das Eindruckvollste war der psychologische und rechtskundliche Unterricht von Frau Dr. Dora von Caemmerer. In ihrer unwahrscheinlich charmanten Art hat sie uns sowohl Psychologie als auch die Rechtskundefächer sehr plausibel, anschaulich und einsichtig dargestellt, so dass wir diese Fächer, die wir zunächst ablehnten, durch sie neu kennen lernten. Sie wusste aber auch, dass wir durch diesen Unterricht mit unserer eigenen psychologischen Situation konfrontiert wurden. Zu dieser Zeit waren Frau Dr. von Caemmerer und Herr Schiller für mich vorbildlich in der Didaktik des Lehrens und Lernens. Wir konnten mit diesen neuen Ansätzen experimentieren und praktizieren […] Soweit ich mich erinnern kann haben wir die Fallbesprechungen bei Frau Caemmerer und Herrn Schiller noch nicht Supervision genannt. Unter den Studierenden wurde von „Seelenstündchen“ gesprochen. Das Hinterfragen und Reflektieren unserer Handlungsschritte war uns völlig neu und ungewohnt. Aus heutiger Sicht war diese Vorgehensweise sicher der Anfang der späteren klassischen Supervision.“

Von 1961 bis 1964 war sie Dozentin für Einzelfallhilfe in „Haus Schwalbach“. Anschließend arbeitete sie beim Deutschen Verein für öffentliche und private Fürsorge, wo sie u. a. für die Leitung von Akademiekurse für Praxisanleitung (Supervision) verantwortlich zeichnete. Nachdem Dora von Cammerer 1967 in ihre Heimatstadt zurückgekehrt war, arbeitete sie noch vier Jahre als hauptamtliche Dozentin für die Lehrfächer Tiefenpsychologie und Methodik der Beratung am Evangelischen Zentralinstitut für Familienberatung. Ein Kollege erinnert sich an sie mit folgenden Worten:

„Ihre ganz besondere Stärke war eine ausgearbeitete Methodik der beraterischen Gesprächsführung. Ihre genaue Analyse von schriftlichen Fallprotokollen ist Modell geblieben bis heute. Als Dozentin hat sie mit Dynamik und gestenreich unterrichtet – und sich dabei einmal sogar das Armgelenk ausgekugelt.“

Von 1953 bis 1971 war Dora von Caemmerer Mitglied des Hauptausschusses des Deutschen Vereins für öffentliche und private Fürsorge e. V. Im Jahre 1970 publizierte sie einen Quellenband zur Supervision (seinerzeit Praxisberatung genannt), „ein Meilenstein zur Vermittlung der amerikanischen Supervision für den deutschen Sprachraum. Bei den meisten Texten handelte es sich um Übersetzungen aus den USA der 1950er und 1960er Jahren. Es werden die Supervision mit Studierenden sowie einzelnen Praktikern (Einzelsupervision) und in einem Beitrag die Gruppensupervision mit Sozialarbeitern erläutert. Theoretische Hintergründe waren vor allem die Lernpsychologie, die Psychoanalyse sowie die Soziologie“.

## Werke (Auswahl)
- Probation. Aufbau und Praxis des englischen Systems der Bewährungshilfe. Köln / München 1952.
- Aufbaulehrgänge für Berliner Sozialarbeiter. In: Soziale Arbeit, 1953, S. 252 ff.
- Rezension zu Psychologische und methodische Grundlagen der Einzelfallhilfe (Case Work). In: Mitteilungsblatt der Sozialarbeiterinnen und Sozialarbeiter, 1959, Heft 6, S. 65–67.
- Ein Zweijahreskurs in Hessen. In: Schwalbacher Blätter, 1964, S. 830–856.
- Die Methode der Einzelhilfe. Begriff und Grundlagen. In: Haus Schwalbach (Hrsg.): Neue Auswahl aus den Schwalbacher Blättern. Wiesbaden 1965, S. 366–385.
- Praxisberatung (Supervision). Ein Quellenband. Freiburg (Brsg.) 1970.
- Supervision – ein berufsbezogener Lernprozeß. Wiesbaden 1971.